# Claudio Barigozzi
Claudio Barigozzi (Milano, 1909 – Lecco, 5 agosto 1996) è stato un biologo e genetista italiano.

## Biografia
Appartenente alla famiglia proprietaria della Fonderia Barigozzi, è stato docente di Genetica presso l'Università degli Studi di Milano (1948), studioso dei meccanismi di trasmissione dei caratteri ereditari, e ha realizzato le sue ricerche utilizzando come specie di riferimento la Drosophila e l'Artemia. Nel 1932 conseguì la laurea in Scienze biologiche, specializzandosi in Protozoologia e Botanica, all'Università Statale di Milano.
È stato consulente scientifico di numerose istituzioni che hanno collaborato con i suoi programmi di ricerca scientifica, tra cui il Centro Lombardo per l'incremento della Orto-floro-frutticoltura di Vertemate con Minoprio della Cassa di Risparmio delle Provincie Lombarde.
È stato membro della Commissione di studio per la genetica del CNR (1961), del consiglio direttivo scientifico del Centro Nazionale per la Genetica di Roma (1963) e di numerose accademie italiane e straniere. Fra i suoi discepoli si annoverano i genetisti Ercole Ottaviano, Giuseppe Gavazzi e Alessandro Camussi.

## Pubblicazioni
- Mechanisms of Speciation: Proceedings from the International Meeting on Mechanisms of Speciation. Accademia Nazionale Dei Lincei. ISBN 0-8451-0096-3
- Origin and Natural History of Cell Lines: Proceedings of a Conference, Held at Accademia Nazionale Dei Lincei, Rome, Italy, October 28-29, 1977. ISBN 0-8451-0026-2
- Vito Volterra Symposium on Mathematical Models in Biology: Proceedings of a Conference Held at the Centro Linceo Interdisciplinare, Accademia Nazionale. Springer Verlag, ISBN 0-387-10279-5
- Giornata Lincea Nella Ricorrenza Del Centenario Della Riscoperta Delle Leggi Di Mendel: In Ricordo Di Claudio Barigozzi, Adriano Buzzati Traverso, Francesco D'Amato E Giuseppe Montalenti (Roma, 9 novembre 2000) by Francesco D'Amato, Accademia Nazionale Dei Lincei, Adriano A. Buzzati-Traverso, Claudio Barigozzi, Giuseppe Montalenti, Accademia nazionale dei Lincei, ISBN 88-218-0854-8
- Manipolazioni Genetiche Ed Etica Cattolica (in collaborazione con Carlo Caffarra, Luigi De Carli) Hardcover, Piemme, ISBN 88-384-1366-5

| Controllo di autorità | VIAF (EN) 15328290 · ISNI (EN) 0000 0001 1746 0191 · SBN CFIV012481 · BAV 495/86547 · LCCN (EN) n80153770 · J9U (EN, HE) 987007457835305171 |